# Henryk Chudak
 (novembre 2015).
Henryk Chudak, est un professeur polonais de littérature française. Il a notamment enseigné à l'Institut d'études romanes de l'université de Varsovie et l'a dirigé.
Ses champs de recherche se concentrent sur l'histoire et la théorie de la recherché littéraire, le symbolisme en littérature française, la poésie française du XXe siècle ainsi que la réception de la littérature française en Pologne.

## Biographie
Henryk Chudak commence son parcours professionnel universitaire à l'Institut d'études romanes de l'université de Varsovie en 1966. En 1975, il obtient son doctorat en présentant sa thèse sur La  méthode critique de Gaston Bachelard (1938-1948). En 1989, il obtient son habilitation avec une thèse sur La Critique littéraire d'Albert Thibaudet.
De 1991 à 1993, il est vice-doyen de la faculté des langues (pl) (Wydział Neofilologii) de l'université de Varsovie. De 1993 à 1999, il exerce la responsabilité de directeur de l'Institut d’études romanes à l'Université de Varsovie.
Durant sa période d'activité à l'Université, il exerce d'autres fonctions dont celle de chef du groupe de recherche La littérature française 1850-1950. Il a préparé aussi plusieurs communications  et conférences pour des universités en France, en Belgique, en Suisse, en Allemagne et en Italie.

## Publications
- [1989] (pl) Henryk Chudak, Krytyka literacka Alberta Thibaudeta (traduit par : La Critique littéraire d'Albert Thibaudet), Varsovie, Université de Varsovie, coll. « Faculté des langues modernes », 1989, 312 p., 21 cm (OCLC 749438059, BNF 35073771).
- [2000] Henryk Chudak, Les générations symbolistes : essai sur Thibaudet, Varsovie, Université de Varsovie, 2000, 94 p., 21 cm (ISBN 83-90592-59-2, OCLC 277230867, SUDOC 052910717, présentation en ligne).
- [2003] Henryk Chudak, Positions critiques, Varsovie, Université de Varsovie, coll. « Institut de Philologie Romane », 2003, 133 p., 21 cm (ISBN 8-3880-1255-X et 978-8-3880-1255-6, OCLC 749298369, BNF 40184523).

## Distinctions
- Prix individuel du ministre de l'Enseignement supérieur[1] ;
- Médaille de la Commission de l'éducation nationale (pl)[1] ;
- Croix d'or du Mérite[1] ;
- Chevalier de l'ordre des Palmes académiques[1] ;
- Chevalier de l'ordre de Léopold II[1].